# Octan heptylu
Octan heptylu – organiczny związek chemiczny, ester kwasu octowego i heptanolu. Występuje naturalnie w jabłkach, morelach, bananach, skórce pomarańczy, skórce cytryny, melonie, gruszkach, imbirze oraz tłuszczu wołowym. Znajduje się również w napojach alkoholowych. Wykorzystywany jest w przemyśle spożywczym jako środek aromatyzujący.